# KeSPA Cup
KeSPA Cup (tiếng Hàn Quốc: 케스파컵) là một sự kiện thể thao điện tử thường niên được tổ chức bởi Hiệp hội thể thao điện tử Hàn Quốc. Từ năm 2017, giải chủ yếu tổ chức thi đấu bộ môn Liên Minh Huyền Thoại thay vì StarCraft II như giai đoạn 2014-2016.

## Lịch sử
Kỳ KeSPA Cup đầu tiên được tổ chức vào năm 2005 như một giải đấu để các đội StarCraft chuyên nghiệp có thể thi đấu với các đội nghiệp dư. Ngoài ra còn có những sự kiện cho các tựa game khác như Special Force, Kartrider và FreeStyle Street Basketball. Kỳ KeSPA Cup thứ hai được tổ chức vào năm 2007 tại Đại học Sejong và bao gồm các tựa game WarCraft III và Counter-Strike.
Năm 2014, 7 năm kể từ mùa giải cuối, KeSPA Cup được mang trở lại trong diện mạo mới và được tổ chức mỗi năm một lần. StarCraft II là trò chơi duy nhất được thi đấu trong lần trở lại này và có sự góp mặt của 16 tuyển thủ xuất sắc nhất năm để tranh phần thưởng 8 triệu won. Năm tiếp theo, có hai giải StarCraft II được tổ chức, một vào tháng 5 và một vào tháng 7. Liên Minh Huyền Thoại trở thành một phần của KeSPA Cup vào năm 2015.
Alex "Neeb" Sunderhaft là game thủ StarCraft người nước ngoài đầu tiên chiến thắng một giải vô địch lớn của Hàn Quốc sau chức vô địch KeSPA Cup năm 2016. Trước đó cũng có một game thủ người nước ngoài khác là Guillaume Patry từng vô địch OnGameNet StarLeague vào năm 2000.

## Các giải đấu

### StarCraft
Thể thức của StarCraft tại giải đấu này ban đầu là các tuyển thủ chuyên nghiệp thuộc KeSPA sẽ thi đấu với các đội nghiệp dư. Vẫn chưa có giải đấu StarCraft nào được tổ chức tại KeSPA Cup kể từ năm 2007.
| Năm  | Tên giải đấu         | Nhà vô địch   |
| ---- | -------------------- | ------------- |
| 2005 | The First KeSPA Cup  | Samsung       |
| 2007 | The Second KeSPA Cup | MBC Game Hero |

### StarCraft II
KeSPA Cup đã được tái khởi động với tựa game StarCraft II vào năm 2014. Tất cả giải đấu đều là một phần của StarCraft II World Championship Series và do đó điểm WCS cũng sẽ được tính cho các bên tham dự. Thể thức của giải đấu là vòng loại 16 người, bắt đầu bằng vòng bảng và tiến đến play-off ở vòng 8 đội.
| Năm  | Tên giải đấu                               | Vô địch                | Tỉ số | Á quân                | Tiền thưởng (KRW) |
| ---- | ------------------------------------------ | ---------------------- | ----- | --------------------- | ----------------- |
| 2014 | 2014 KeSPA Cup                             | Joo "Zest" Sung-wook   | 4–1   | Kim "herO" Joon-ho    | 80.000.000        |
| 2015 | GiGA Internet 2015 KeSPA Cup Season 1      | Kim "herO" Joon-ho     | 4–3   | Park "Dark" Ryung-woo | 25.000.000        |
| 2015 | LOTTE Homeshopping 2015 KeSPA Cup Season 2 | Eo "soO" Yoon-su       | 4–1   | Park "Dark" Ryung-woo | 25.000.000        |
| 2016 | 2016 KeSPA Cup                             | Alex "Neeb" Sunderhaft | 4–0   | Cho "Trap" Sung-ho    | 55.000.000        |

### Liên Minh Huyền Thoại
Liên Minh Huyền Thoại được thêm vào KeSPA Cup như một sự kiện định kỳ từ năm 2015. Ở mùa giải 2021, có 16 đội tranh tài bao gồm 9 đội academy thuộc các đội LCK, 3 đội nghiệp dư Hàn Quốc và 4 đội khách mời từ khu vực châu Á.
| Năm  | Vô địch             | Tỉ số         | Á quân                   | Tiền thưởng (KRW) |
| ---- | ------------------- | ------------- | ------------------------ | ----------------- |
| 2015 | ESC Ever            | 3–0           | CJ Entus                 | 100.000.000       |
| 2016 | ROX Tigers          | 3–1           | Kongdoo Monster          | 100.000.000       |
| 2017 | KT Rolster          | 3–2           | Longzhu Gaming           | 100.000.000       |
| 2018 | Griffin             | 3–0           | Gen.G                    | 102.000.000       |
| 2019 | Afreeca Freecs      | 3–0           | Sandbox Gaming           | 158.000.000       |
| 2020 | Damwon Gaming       | 3–0           | Nongshim RedForce        | 144.000.000       |
| 2021 | DWG KIA Challengers | 3–1           | Fredit BRION Challengers | 30.000.000        |
| 2022 | Không tổ chức       | Không tổ chức | Không tổ chức            | Không tổ chức     |
| 2023 | Không tổ chức       | Không tổ chức | Không tổ chức            | Không tổ chức     |
| 2024 | OKSavingsBank Brion | 3–1           | Dplus KIA                | 80.000.000        |